# K2-290
K2-290은 지구에서 약 900 광년 떨어진 곳에 위치하고 있는 쌍성계의 한 항성이다. 2021년에 짝별인 K2-290A와 함께 새로이 발견된 항성이다.

## 설명
K2-290은 쌍성계의 전형적인 특징을 가진 항성으로 밝기가 변하는 변광성으로 추정되는 항성이다. 이중에서 K2-290은 태양과 비슷한 G형 주계열성으로 추정되는 항성이 된다. 다만 이 항성계는 다른 항성계 및 쌍성계와 확실히 차이가 나는 독특한 특징을 가지는데 바로 역행 행성을 보유한 항성계라는 점이다. 역행 행성은 모두 K2-290과 K2-290A의 자전 방향과 반대 방향으로 공전하는데 180°로 완전히 기울어진 것은 아니지만 적어도 90°보다 더 큰 124°로 기울어져 자신의 모항성들과 반대 방향으로 공전하고 있는 것이 확인되었다. 2개의 역행 행성이 확인되었으며 2개의 행성은 목성이나 해왕성보다 약간 작은 크기를 가진 가스 행성으로 추측된다.

## 같이 보기
- K2-290A
- 항성
- G형 주계열성